# Liste der südafrikanischen Botschafter in China

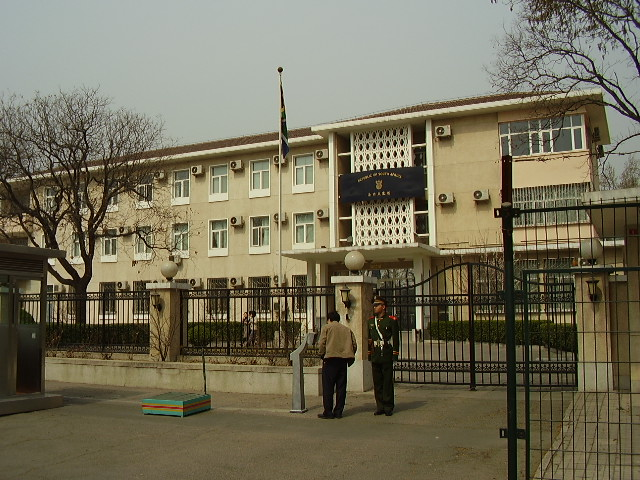
Die Botschaft befindet sich in 5 Dongzhimenwai Dajie Peking.

## Geschichte
Bis Ende 1997 erkannte die südafrikanische Regierung die Regierung in Taipeh an.
Ende 1997 lebten etwa 30.000 Taiwaner in Südafrika, von welchen etwa 300 Unternehmer waren.
Im Zeitraum 2004 bis 2007 reichten die Schätzungen von 0,1 bis 0,4 Millionen Chinesen in Südafrika
| Ernennung Akkreditierung | Botschafter                                | Bemerkung | Regierung in Südafrika   | akkreditiert bei der Regierung | Posten verlassen |
| ------------------------ | ------------------------------------------ | --- | ------------------------ | ------------------------------ | ---------------- |
| 24. Aug. 1966            | Konrad Erwin Pakendorf                     | Generalkonsul, Sitz in Tokio | Charles Robberts Swart   | Yen Chia-kan                   | 17. Nov. 1967    |
| 15. Jan. 1967            | Rudolph Johannes Francois Campbell         | Geschäftsträger Konsul | Theophilus E. Dönges     | Yen Chia-kan                   | 4. Nov. 1969     |
| 22. Jan. 1968            | David de Villiers du Buisson               | Generalkonsul, Sitz in Tokio | Jacobus Johannes Fouché  | Yen Chia-kan                   | 20. Okt. 1969    |
| 20. Okt. 1969            | John H. Selfe                              | Generalkonsul | Jacobus Johannes Fouché  | Yen Chia-kan                   |                  |
| 4. Dez. 1975             | Willem Pretorius                           | Generalkonsul | Johannes de Klerk        | Chiang Ching-kuo               | 1. Juli 1976     |
| 1. Juli 1976             | Willem Pretorius                           | Botschafter | Johannes de Klerk        | Chiang Ching-kuo               | 1. Juli 1978     |
| 1980                     | Louis Vorster                              | 1984–1986: Botschafter in Bern | Marais Viljoen           | Sun Yun-suan                   | 1982             |
| 1982                     | Pieter Hendrik Johannes Janssen van Vuuren | (* 1924), 1976: Botschafter in Montevideo, 1978: Botschafter in Salisbury (Rhodesien) | Marais Viljoen           | Sun Yun-suan                   | 1986             |
| 26. Mai 1986             | Christoffel Caesar Prins                   | Taipeh, 1983–1985 Botschafter in Madrid | Pieter Willem Botha      | Yu Kuo-hwa                     | 1989             |
| 1989                     | Alan McAllister Harvey                     | Taipeh, studierte an der University Stellenbosch, 01\|12\|1965-03\|06\|1967 Botschafter in Athen, 1980–1982: Generalkonsul in Houston, 1982 bis 1984 Generalkonsul in Wellington, 1987: Zeremonienmeister | Frederik Willem de Klerk | Lee Huan                       | 18. Jan. 1993    |
| 1. März 1993             | Johannes Lodewikus Viljoen                 | Taipeh | Frederik Willem de Klerk | Lien Chan                      | 1997             |
| Juli 1997                | Cornelius van Niekerk Scholtz              | Taipeh | Nelson Mandela           | Vincent Siew                   | 31. Dez. 1997    |
| 1. Jan. 1998             | Christopher Dlamini                        | Peking (* 10. Oktober 1944 in Benoni (Südafrika)) er ist der Sohn von Anna und Gilbert Dlamini, vice-president of the Congress of South African Trade Unions (COSATU) | Nelson Mandela           | Zhu Rongji                     | 8. Nov. 2001     |
| 8. Nov. 2001             | Themba Muziwakhe Nicholas Kubheka          | | Thabo Mbeki              | Zhu Rongji                     | 2005             |
| 2006                     | Ndumiso Ndima Ntshinga                     | Ndumiso was born in the Eastern Transvaal. His early ambitions to join the priesthood were overtaken by the politics of apartheid. In 1977, in the wake of the Soweto uprisings, In 1990 Ndumiso Ntshinga succeeded Eddie Funde as the chief representative of the African National Congress (ANC) for Australasia. Previously the Europe and America director of the South African Ministry for Foreign Affairs, 8. November 2010: South Africa’s High Commissioner to Kenya | Thabo Mbeki              | Wen Jiabao                     | 21. Juni 2010    |
| 2010                     | Bheki Winston Joshua Langa                 | | Jacob Zuma               | Wen Jiabao                     |                  |